# Flabellula trinovantica
Flabellula trinovantica – gatunek ameby należący do rodziny Flabellulidae z supergrupy Amoebozoa w klasyfikacji Cavaliera-Smitha.
Trofozoit osiąga wielkość 7 – 16 μm. Jądro wielkości 2 – 2,8 μm. Nie stwierdzono wytwarzania cyst.
Występuje u wybrzeży Anglii.